# The Sims Średniowiecze: Piraci i bogaci
The Sims Średniowiecze: Piraci i bogaci (ang. The Sims Medieval: Pirates and Nobles) – pierwszy dodatek do gry komputerowej The Sims Średniowiecze, wyprodukowany przez Visceral Games i wydany przez Electronic Arts. Produkt trafił do sklepów 30 sierpnia 2011 roku. Pakiet wprowadza nowe misje, dodatkowe skarby do odkrycia i wiele nowych obiektów w stylu średniowiecza.

## Rozgrywka
Do średniowiecznego królestwa przybywają Piraci z Korsarzynu i Bogaci z Kupczyc. Tuż po tym odbywają się pojedynki na miecze, afery miłosne, przygody i dużo tajemnic. Simy mogą wyruszyć na poszukiwanie rozmaitych skarbów, by odkryć ukryte obiekty. Wybierają się na nowe misje, by pomóc swojemu królestwu w wypełnieniu nowej idei. Do gry dodanych jest wiele ubrań w stylu Piratów i Bogatych.